# Camera dei pari (Giappone)

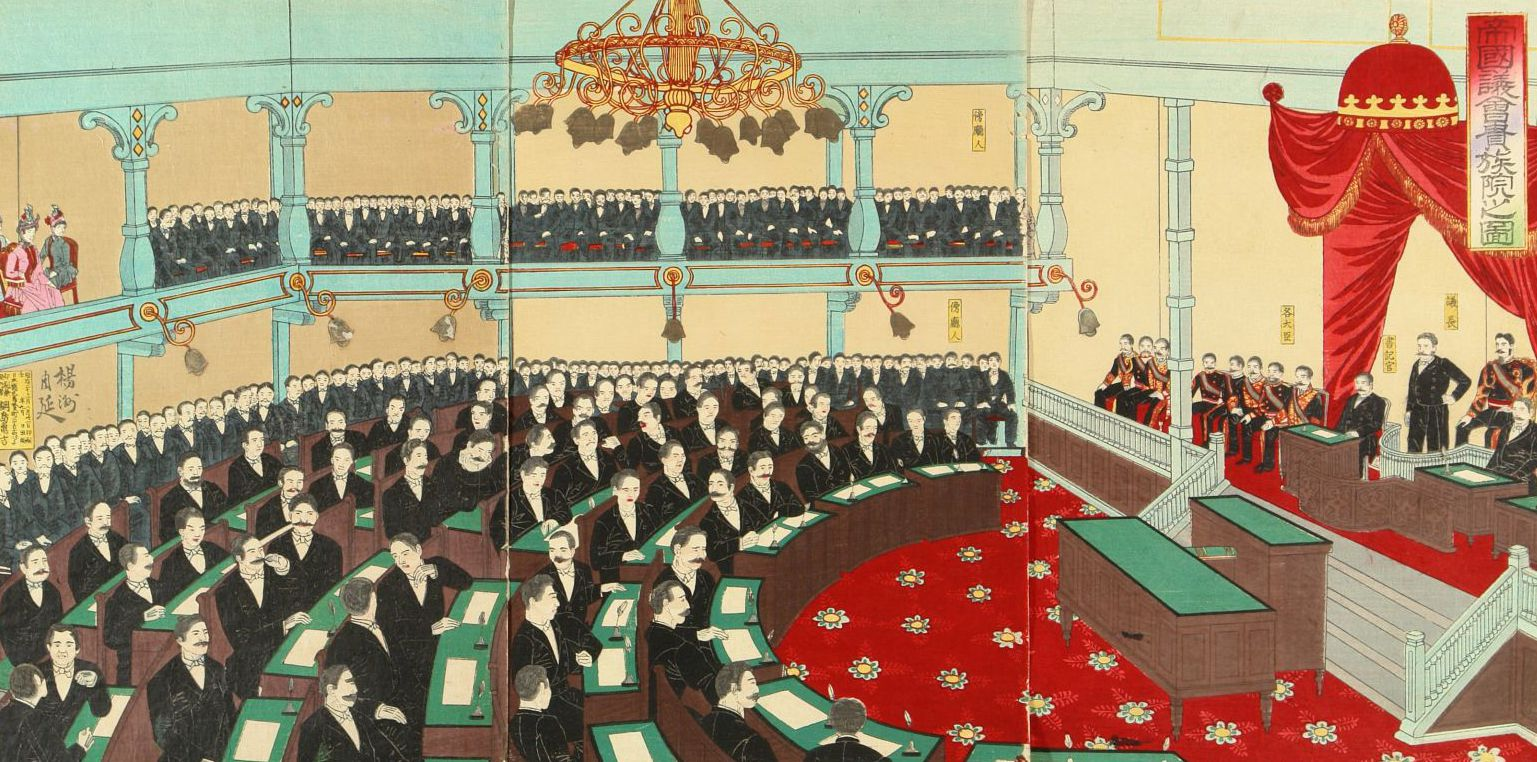
L'imperatore Meiji in una sessione formale della Camera dei pari. Stampa ukiyo-e su caratteri di legno di Yōshū Chikanobu, 1890

La Camera dei pari (貴族院?, Kizoku-in) fu la camera alta della Dieta imperiale come prevista dalla Costituzione dell'Impero giapponese (in vigore dall'11 febbraio 1889 al 3 maggio 1947).

## Antefatto
Nel 1869, sotto il nuovo governo Meiji, fu creata una parìa giapponese per decreto imperiale fondendo l'antica nobiltà di corte (kuge) e gli antichi signori feudali (daimyō) in un'unica classe aristocratica chiamata kazoku.
Una seconda ordinanza imperiale nel 1884 raggruppò i kazoku in cinque ranghi equivalenti all'aristocrazia europea: principe (o duca), marchese, conte, visconte e barone. Sebbene questa idea di raggruppamento fosse presa dalla parìa europea, i titoli giapponesi erano presi dal cinese e basati sull'antico sistema feudale della Cina.
Itō Hirobumi e gli altri capi Meiji modellarono deliberatamente la nuova camera sulla Camera dei lord britannica, come contrappeso alla Camera dei rappresentanti (Shūgiin) eletta dal popolo.

## Istituzione
Nel 1889, l'Ordinanza sulla Camera dei pari istituì la nuova assemblea legislativa e ne fissò la composizione. Per la prima legislatura della Dieta imperiale (1889–1890), vi erano 145 membri ereditari e 106 di nomina imperiale o eletti tra i grandi contribuenti, per un totale di 251 membri. Con la creazione di nuovi pari, di seggi addizionali per i membri dell'ex nobiltà coreana e di quattro seggi per i rappresentanti dell'Accademia imperiale del Giappone, la composizione raggiunse il numero massimo di 409 seggi nel 1938. Nel 1947, durante la sua 92ª e ultima legislatura, il numero dei membri era 373.

## Composizione
Dopo le revisioni dell'ordinanza, in particolare nel 1925, la Camera dei pari comprendeva:
1. il Principe ereditario (Kōtaishi) e il Nipote imperiale ed Erede presunto (Kōtaison) dall'età di 18 anni, con il mandato a vita;
2. tutti i Principi imperiali (shinnō) e i Principi minori di sangue imperiale (ō) di età superiore a 20 anni, con il mandato a vita;
3. tutti i principi e i marchesi di età superiore a 25 anni (elevata a 30 nel 1925), con il mandato a vita;
4. 18 conti, 66 marchesi e 66 baroni di età superiore a 25 anni (elevata a 30 nel 1925), per mandati di sette anni;
5. 125 eminenti politici e scienziati di età superiore a 30 anni e nominati dall'Imperatore in consultazione con il Consiglio privato, con il mandato a vita;
6. 4 membri dell'Accademia imperiale di età superiore a 30 anni, eletti dagli accademici e nominati dall'Imperatore, per mandati di sette anni;
7. 66 rappresentanti elettivi dei 6.000 maggiori contribuenti, di età superiore a 30 anni, eletti dagli accademici e nominati dall'Imperatore, per mandati di sette anni.[2]

## Scioglimento post-bellico
Dopo la Seconda guerra mondiale, in base all'attuale Costituzione del Giappone, in vigore dal 3 maggio 1947, La Camera dei pari non elettiva fu sostituita da una Camera dei consiglieri elettiva.

## Presidenti della Camera dei pari
| N. | Nome                | Ritratto | Titolo             | Legislatura     | Legislatura     | Sessioni |
| N. | Nome                | Ritratto | Titolo             | Inizio          | Fine            | Sessioni |
| -- | ------------------- | -------- | ------------------ | --------------- | --------------- | -------- |
| 1  | Itō Hirobumi        |          | Conte (hakushaku)  | 24 ottobre 1890 | 20 luglio 1891  | 1        |
| 2  | Hachisuka Mochiaki  |          | Marchese (kōshaku) | 20 luglio 1891  | 3 ottobre 1896  | 2–9      |
| 3  | Konoe Atsumaro      |          | Principe (kōshaku) | 3 ottobre 1896  | 4 dicembre 1903 | 10–18    |
| 4  | Tokugawa Iesato     |          | Principe (kōshaku) | 4 dicembre 1903 | 9 giugno 1933   | 19–64    |
| 5  | Fumimaro Konoe      |          | Principe (kōshaku) | 9 giugno 1933   | 17 giugno 1937  | 65–70    |
| 6  | Yorinaga Matsudaira |          | Conte (hakushaku)  | 17 giugno 1937  | 11 ottobre 1944 | 71–85    |
| 7  | Tokugawa Kuniyuki   |          | Principe (kōshaku) | 11 ottobre 1944 | 19 giugno 1946  | 86–89    |
| 8  | Tokugawa Iemasa     |          | Principe (kōshaku) | 19 giugno 1946  | 2 maggio 1947   | 90–92    |